# دآنجلو هریسون
دآنجلو هریسون (انگلیسی: D'Angelo Harrison؛ زادهٔ ۱۴ اوت ۱۹۹۳) بازیکن بسکتبال اهل ایالات متحده آمریکا است.